# 德溫頓金鼴鼠
德溫頓金鼴鼠（學名：Cryptochloris wintoni），也稱作溫氏金鼴，屬於金毛鼴科，是南非的特有物種。其自然棲息地為亞熱帶乾燥灌木林、地中海型灌木植被及沙質海岸。由於棲息地遭到破壞，它正面臨「極度瀕危」的威脅。它以英國動物學家威廉·愛德華·德·溫頓的名字命名。
德溫頓金鼴鼠在1937年被發現後，有超過86年的時間沒有被觀測到，直到2023年才被重新發現。

## 描述
德溫頓金鼴鼠與荒漠鼴外形相似。它的上半身長著濃密的短毛，呈板岩灰色，帶有淡黃色。單根毛髮的基部為灰色，軸為白色，頂端為黃褐色。臉部、臉頰和嘴唇的淡黃色較濃。下半身比上半身蒼白，個別毛髮的頂端為白色。前足第三指的爪長約10.5公釐，基部寬4公釐。第二指爪稍短，第一指爪更短，是尖頭挖掘工具。

## 現狀
德溫頓金鼴鼠只有一個產地。它與荒漠鼴的分佈範圍相同，兩者常被混淆。然而種系發生證據表明，根據頭骨、錘骨形狀和椎骨數量的不同，它們是不同的物種。這種鼴鼠的棲息地是沿海沙丘和附近的沙地。在諾洛斯港附近開採鑽石可能會對這個物種構成威脅。國際自然保護聯盟目前將該物種列為極危物種。與其他金鼴鼠一樣，由於其地下特性，該物種被認為非常難以研究或實際觀察，儘管德溫頓金鼴鼠的稀有性使其更加難以記錄，此外它還與其他更常見的金鼴鼠非常相似。
2017年，德溫頓金鼴鼠被列入Re:wild的「尋找失落物種」活動的25個「最想找到的失落物種」之一，自1937年以來一直未曾露面。2023年，利用2021年調查的數據和樣本，包括環境DNA、洞穴痕跡和嗅探犬，重新發現了德溫頓金鼴鼠。調查結果表明該地區有一個健康的德溫頓金鼴鼠族群，且表明該物種的分佈範圍可能比想像的要廣泛得多，因為從諾洛斯港（該物種的原型產地附近）向南一直到蘭伯特灣都發現了環境DNA證據。不過在這一分佈範圍內，該物種仍被認為非常罕見，而且仍受到採礦的威脅。